# Новотерское
Новоте́рское (чечен. Новотерски) — село в Наурском районе Чеченской Республики. Является административным центром Новотерского сельского поселения (включает с. Новотерское и х. Корнеев).

## География
Расположено на левом берегу реки Терек, на юго-востоке от районного центра станицы Наурской.
Ближайшие населённые пункты: на севере — село Ульяновское, на северо-востоке — село Фрунзенское, на юге — село Терское, на юго-востоке — село Левобережное, на востоке — село Юбилейное, на юго-западе — станица Калиновская.
Хутор Корнеев, который входит в состав Новотерского сельского поселения, находится по отношению к селу Новотерское далеко на севере. Территория Новотерского сельского поселения до 2019 года фактически разбивалась территорией Калиновского сельского поселения (административный центр — станица Калиновская) на две не связанные друг с другом части — северную (основная территория сельского поселения, вместе с хутором Корнеев; была расположена на самом севере Наурского района) и южную (небольшая по площади часть, вместе с селом Новотерское). В 2019 году северный участок территории Новотерского сельского поселения был передан в состав Калиновского СП, однако сам хутор Корнеев по-прежнему числится в составе Новотерского СП.

## История
В 1977 году Указом Президиума ВС РСФСР посёлок центральной усадьбы винсовхоза «Калиновский» переименован в село Новотерское.
На 1 января 1990 года в Новотерском сельсовете Наурского района Чечено-Ингушской АССР, кроме села Новотерское, находились также село Ульяновское и железнодорожная будка.

## Население
| 1990 | 2002  | 2010  | 2021  |
| ---- | ----- | ----- | ----- |
| 3210 | ↘2651 | ↗3764 | ↗4147 |

По данным переписи 2002 года, в селе проживал 2651 человек, в том числе 1239 мужчин и 1412 женщин.
Национальный состав
По данным Всероссийской переписи населения 2002 года, 97 % населения села составляли чеченцы.
Национальный состав населения села по данным Всероссийской переписи населения 2010 года:
| Народ      | Численность, чел. | Доля от всего населения, % |
| ---------- | ----------------- | -------------------------- |
| чеченцы    | 3679              | 97,74 %                    |
| русские    | 49                | 1,30 %                     |
| другие     | 35                | 0,93 %                     |
| не указали | 1                 | 0,03 %                     |
| всего      | 3 764             | 100,00 %                   |

## Транспорт
В селе находится станция Терек Северо-Кавказской железной дороги. По южной окраине села проходит автотрасса Р262.

## Галерея
- Комплекс торгово-развлекательных заведений в Новотерском
- Мечеть у въезда в Новотерское
- Дом культуры в селе